# غرين هيل (لعبة فيديو)
غرين هيل (بالإنجليزية: Green Hell)‏ هي لعبة فيديو من نوع البقاء من تطوير ونشر كريبي جار. تجري أحداث اللعبة في غابات الأمازون المطيرة.

## اللعب
تُلعب اللعبة في منظور الشخص الأول في وضع اللاعب الفردي أو في وضع اللعب الجماعي. تحاكي اللعبة العالم المفتوح حيث يتعين على اللاعب أن يضمن بقائه على قيد الحياة من خلال جمع المواد الخام والمواد الغذائية وكذلك صنع الأشياء والكبائن. يبدأ اللاعب في معسكر غابة وحيد دون أي سياق إضافي. تتغير بيئة اللعبة ديناميكيًا وتؤثر على الحالة الجسدية والنفسية للشخصية، على سبيل المثال في شكل هلوسة. علاوة على ذلك، يجب على اللاعب اتباع نظام غذائي متوازن، وهو ما تفسره الساعة الذكية الموجودة مع اللاعب. يجب على اللاعب أن ينام بشكل كافٍ وأن يحافظ على صحته، على سبيل المثال، تجنب ملامسة الحيوانات السامة أو الأطعمة الكريهة وتجنب الإصابات. تعمل البوصلة ونظام تحديد المواقع العالمي كمساعدات ملاحية.

## القصة
تدور القصة حول عالم الأنثروبولوجيا والباحث في الغابات المطيرة جيك هيغينز، الذي يستيقظ في غابة على حافة نهر الأمازون. يحاول التعرف على المناطق المحيطة لضمان بقائه والعثور على زوجته ميا التي فُقدت بعد ذهابها في رحلة منفردة إلى القرية القبلية المجاورة. إنها لغوية وتريد إجراء أول اتصال مع السكان الأصليين.

## ردود الفعل
| استقبال                                                                                    |                                     |
| ------------------------------------------------------------------------------------------ | ----------------------------------- |
| مجموع النقاط المجموع نقاط ميتاكريتيك PC: 78/100 [ 1 ] PS4: 78/100 [ 2 ] XONE: 84/100 [ 3 ] |                                     |
| مجموع النقاط                                                                               |                                     |
| المجموع                                                                                    | نقاط                                |
| ميتاكريتيك                                                                                 | PC: 78/100 PS4: 78/100 XONE: 84/100 |

لاقت اللعبة استحسان النقاد. في ميتاكريتيك، حصلت على تصنيف موافقة 78/100، بناءً على 13 مراجعة.في 24 يونيو 2020، أعلنت Creepy Jar أن اللعبة باعت أكثر من مليون نسخة.

### الترشيحات
رُشحت اللعبة لجوائز ألعاب وسط وشرق أوروبا لعام 2019 في فئتي أفضل لعبة وأفضل تصميم.

## روابط خارجية
- الموقع الرسمي